# Naegleria fowleri
 Der er for få eller ingen kildehenvisninger i denne artikel, hvilket er et problem. Du kan hjælpe ved at angive troværdige kilder til de påstande, som fremføres i artiklen.

Naegleria fowleri er en frygtet amøbe-agtig eukaryot der lever i ferskvand, og som i sjældne tilfælde inficerer menneskets hjerne med døden til følge. 